# Daniel Day-Lewis
Daniel Day-Lewis   (Kensington i Londres, 29 d'abril de 1957) -Knight Bachelor- és un ex-actor britànic, amb doble nacionalitat (anglesa i irlandesa). Nascut i criat en Londres, fill d'un poeta i d'una actriu, es va destacar en l'escenari del National Youth Theatre, abans de ser acceptat en la Bristol Old Vic Theatre School, en la qual va estudiar tres anys. Tot i la seva educació i formació tradicional en el Bristol Old Vic, Daniel és conegut per emprar la tècnica d'actuació coneguda com "El Mètode". Reservat, Daniel rarament dona entrevistes i fa poques aparicions públiques.
Daniel Day-Lewis va alternar entre teatre i cinema en el començament de la dècada de 1980, quan va entrar per la Royal Shakespeare Company. Va interpretar Romeu a Romeu i Julieta i Fluta en El somni d'una nit d'estiu, abans d'aparèixer en la pel·lícula The Bounty de 1984. El seu primer paper aclamat per la crítica va ser La meva preciosa bugaderia (1985), guanyant un més ampli reconeixement públic amb Una habitació amb vista (1985). Va assumir llavors el seu paper d'actor principal en La insostenible lleugeresa del ser (1988).
Aclamat com un dels actors de més talent de la seva generació, Day-Lewis va guanyar diversos premis, incloent tres premis Oscar al Millor Actor per les seves actuacions en My Left Foot (1989), Pous d'ambició (2007) i Lincoln (2012). Amb l'Oscar per la seva actuació a Lincoln, es va convertir en el primer home a conquerir tres vegades el premi en la categoria de millor actor. Va ser també nominat per En el nom del pare (1993), Gangs of New York (2002) i El fil invisible (2017). Entre altres premis, va guanyar també quatre BAFTA al Millor Actor, tres premis Premi del Sindicat d'Actors de Cinema i dos Globus d'Or. El 2012, la revista Time va declarar Day-Lewis the "World's Greatest Actor." Per la seva contribució al teatre, va ser condecorat cavaller el 2014 pel príncep William en el Palau de Buckingham.

## Biografia
Day-Lewis va néixer a Londres, fill de l'actriu Jill Balcon i del poeta britànic Cecil Day-Lewis. La mare, d'ascendència jueva, és la filla de Sir Michael Balcon, que era l'antic cap de Ealing Studios. Dos anys després del seu naixement, a Londres, la família es va canviar a Croom's Hill, Greenwich, on Daniel va créixer juntament amb la seva germana gran, Tamasin Day-Lewis, que més tard es va convertir en una cineasta de renom, documentalista i cap de televisió. Cecil Day-Lewis tenia 53 anys quan va nàixer del seu fill, i semblava tenir poc interès en els seus fills. Va morir quan Daniel tenia 15 anys. Daniel no ho va sentir i va lamentar la seva falta d'emoció, i va lamentar no haver estat més a prop del seu pare.
Day-Lewis va estudiar en escoles públiques, però va deixar les aules als 13 anys. Va aconseguir un paper en el drama Diumenge, maleït diumenge, de John Schlesinger. Es va obstinar a aprendre el màxim possible l'ofici. Tant que només tornaria a la televisió, deu anys després, quan ja es considerava prou madur per exposar el seu talent i la seva tècnica.
Fins aleshores, va treballar en el teatre. Va estudiar amb les millors companyies britàniques, com la d'Old Vic Theatre i la Royal Shakespeare Academy, on va ser bastant elogiat. "Si no em permetessin actuar com vàlvula d'escapament, no hi hauria lloc per mi en la societat", explica.
El 1981, estava de tornada, amb dos petits papers en les pel·lícules per televisió Frost in May i Artemis 81. La seva primera pel·lícula rellevant vindria l'any següent, amb el drama Gandhi, sobre el líder pacifista indi. La seva participació, no obstant això, és menor: feia el paper d'un nen de carrer anomenat Colin.
Van seguir petits papers en pel·lícules de poca rellevància, com How Many Miles to Babylon?, en el qual interpretava un ric que acompanyava el seu amic d'infància, en un exèrcit de la Primera Guerra Mundial; i The Bounty, en la qual coincideix amb Mel Gibson, Anthony Hopkins i Liam Neeson; i My Brother Jonathan, drama fet per la televisió.
Per cridar l'atenció, Day-Lewis necessitava d'un paper alhora difícil i xocant, que el desafiés a ell mateix i al públic. La seva gran oportunitat vindria amb La meva preciosa bugaderia, que faria famosos el seu nom i el del director Stephen Frears. La pel·lícula retrata la passió entre un anglès i un àrab que, junts, dirigeixen una bugaderia i s'enfronten el prejudici de la societat londinenca.
La profunda actuació de Day-Lewis va causar commoció en la indústria cinematogràfica americana perquè My Beautiful Laundrette es va estrenar a Nova York simultàniament amb una altra pel·lícula seva, Una habitació amb vista, en el qual interpreta un personatge completament diferent. Encarna Cecil Vyse, l'aristocràtic promès de la protagonista interpretada per Helena Bonham Carter. La seva versatilitat simplement va deixar Hollywood sorpresa. Per ambdós papers, l'Associació de Crítics de Nova York li va donar el premi de millor actor secundari de l'any.
Dos anys després, les expectatives que envoltaven Day-Lewis es van confirmar en una altra pel·lícula d'època: La insostenible lleugeresa del ser, de Philip Kaufman. Ambientada a la Txecoslovàquia de la dècada del 1960, la pel·lícula abordava l'estranya relació a tres de Day-Lewis, Juliette Binoche i Lena Olin, poc abans de la invasió russa en l'anomenada Primavera de Praga. També el 1988, Day-Lewis intentaria variar el seu estil en la comèdia Un senyoret a Nova York.
El 1989 l'actor va aconseguir el primer Oscar pel seu retrat d'un home amb paràlisi cerebral en My Left Foot. Aquesta era l'única part del seu cos que aconseguia controlar, i la utilitzava hàbilment per pintar i escriure. Va ser famosa la decisió de Day-Lewis de no sortir de la cadira de rodes just quan no estava sent filmat, per comprendre al màxim el sofriment del seu personatge invàlid.

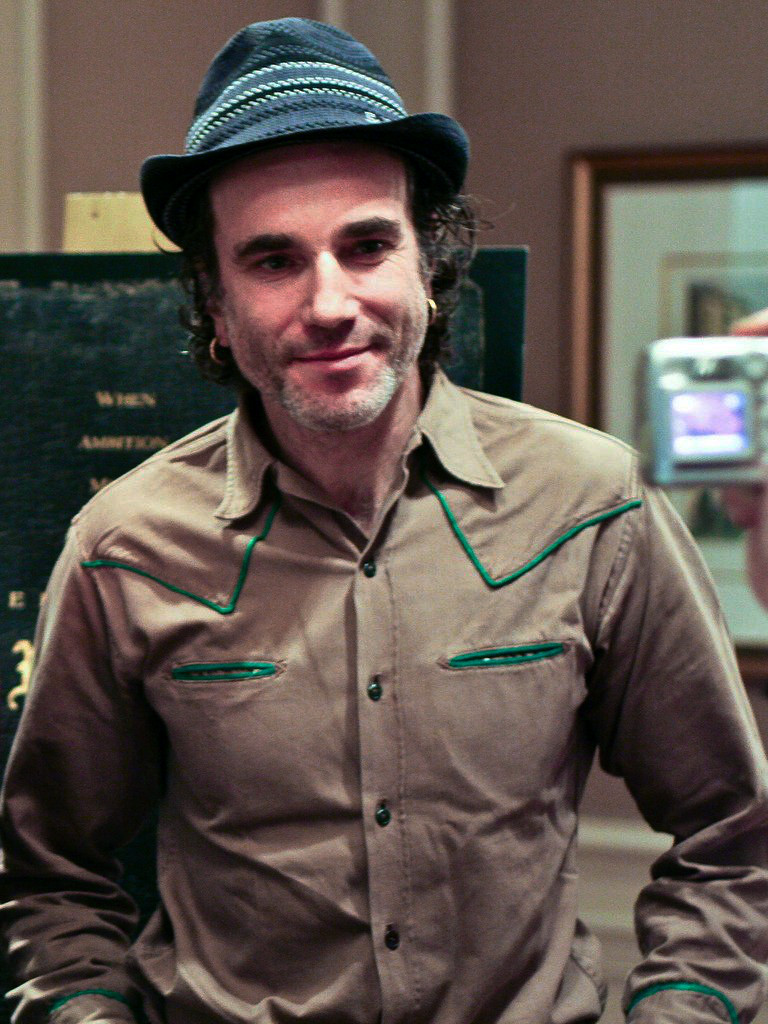
Day-Lewis en Nova York, desembre de 2007

A més de l'Oscar, el seu èxit aquell any li va rendir un dividend inesperat: la relació amb l'actriu francesa Isabelle Adjani. La revista anglesa Empire el va elegir, el 1990, una de les 50 persones més guapes del planeta; cinc anys després, entraria en la llista de les 100 estrelles més sexys del cinema, en la 11a posició.
La seva relació amb l'actriu va donar el seu primer hereu, Gabriel Kane, nascut l'abril de 1995. Més tard, Day-Lewis es va enredar amb Rebecca Miller, filla del dramaturg Arthur Miller, amb qui està casat des de 1996. Aquesta relació li va donar dos fills més: Ronan Day-Lewis (nascut el 1998) i Cashel Blake Day-Lewis (nascut El 2002).
Després de My Left Foot, Day-Lewis va ser sol·licitat per qualsevol paper dramàtic als Estats Units i a Anglaterra. Ell, però va insistir a ser encara més primmirat en l'elecció de papers.
Va estar absent fins al 1992, quan va reaparèixer al film d'acció. L'últim dels mohicans, de Michael Mann. Per interpretar un indi que protegeix la filla d'un coronel britànic enmig de la Guerra Franco-Índia, es va preparar durant més d'un any i va guanyar un cos envejable. A aquells que dubtaven que un anglès pogués encarnar un nadiu americà, ell va respondre amb el seu típic procés d'immersió: durant els mesos de gravació, es va negar a fumar cigarrets industrialitzats, per exemple. Va aconseguir llançar el seu propi fum, com mohicans el Segle XVIII.
Després, Day-Lewis va acceptar la invitació del seu amic Jim Sheridan, que li hi havia garantit l'Oscar amb My Left Foot, per protagonitzar la seva nova pel·lícula, En el nom del pare. Es tractava d'un drama sobre un irlandès injustament acusat de participar d'un atemptat terrorista de l'IRA. Repetint la història, va seguir una pluja de nominacions a grans premis: Oscar, Globus d'Or, BAFTA… La pel·lícula també va alterar profundament la percepció de Day-Lewis sobre Irlanda, fins al punt de demanar la ciutadania irlandesa.

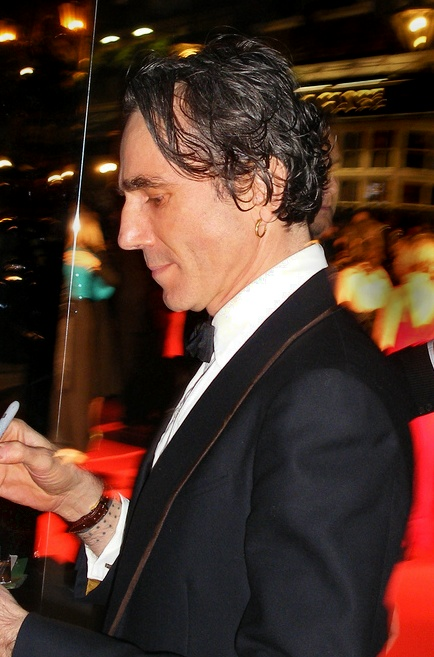
Daniel Day-Lewis en el British Academy Film Awards, febrer de 2008.

El mateix any, l'actor va intentar una pel·lícula d'època, en L'edat de la inocència, de Martin Scorsese. El resultat no va ser satisfactori, i a partir de llavors ell es va tornar cada cop més tancat. La seva propera pel·lícula tindria lloc només tres anys després, en el llargmetratge basat en la més famosa peça del seu sogre, Arthur Miller, el drama The Crucible, en el qual la seva examant, interpretada per Winona Ryder, aboca un poble americà del segle XVII en una histèria inquisitiva en afirmar que les seves companyes són bruixes amb pactes amb el dimoni.
La pel·lícula no va cumplir les expectatives de la crítica, amb només una nominació a l'Oscar per Miller, pel guió, i per Joan Allen, que interpretava la resignada esposa de Day-Lewis. L'actor, no obstant això, no es va abatre i va tornar el 1997 amb un drama irlandès dirigida per Sheridan: The Boxer, amb una nominació per a ell al Globus d'Or. Va retornar als cinemes convençut per Scorsese, Leonardo DiCaprio i Harvey Weinstein. Els tres van admetre públicament que van atreure Day-Lewis per Nova York sota falsos motius només per convèncer-lo, conjuntament, de que hauria d'interpretar un carnisser en l'èpic Gangs of New York.
Poc sabia l'actor que el compromís li exigiria gairebé un any de treball sense parar, a causa dels incomptables problemes que la producció va tenir. I, durant tot aquest temps, Day-Lewis va utilitzar, dintre i fora dels platós, el carregat accent del seu personatge ('Bill', el carnisser). A més d'això, també va fer classes amb un carnisser professional per poder entendre l'ofíci del seu personatge - el violent líder del grup dels nadius, que disputa amb el dels irlandesos el control d'una part de Nova York.
La pel·lícula va dividir l'opinió de la crítica, però va haver-hi un consens general que destacava el treball de Day-Lewis com el millor de Gangs de Nova York.
A Pous d'ambició, en la qual té una de les millors actuacions, va dedicar quatre anys per la preparació del personatge. Amb aquesta pel·lícula, Day-Lewis va guanyar els Premis Screen Actors Guild, BAFTA, Globus d'Or, Oscar i molts altres. Després de rebre el premi de millor actor en el Screen Actors Guild, el va dedicar a Heath Ledger.
El febrer de 2013, va ser el primer home a conquerir per tercera vegada l'Oscar al millor actor pel seu treball en la pel·lícula Lincoln, d'Steven Spielberg.
El juny de 2017, Day-Lewis va anunciar a través de la seva portaveu que deixaria la representació, i El fil invisible seria el seu últim treball. La pel·lícula dirigida per Paul Thomas Anderson es va estrenar el desembre de 2017.

## Filmografia
| Any  | Títol en català/original           | Títol original                    | Paper                      |
| ---- | ---------------------------------- | --------------------------------- | -------------------------- |
| 1971 | Diumenge, maleït diumenge          | Sunday Bloody Sunday              | Noia vàndala               |
| 1981 | Artemis 81                         |                                   | Estudant a la biblioteca   |
| 1982 | How Many Miles to Babylon?         |                                   | Alex                       |
| 1982 | Frost in May                       |                                   | Archie Hughes-Forret       |
| 1982 | Gandhi                             | Gandhi                            | Colin                      |
| 1984 | The Bounty                         |                                   | John Fryer                 |
| 1985 | My Brother Jonathon                |                                   | Jonathan Dakers            |
| 1985 | La meva preciosa bugaderia         | My Beautiful Laundrette           | Johnny                     |
| 1985 | Una habitació amb vista            | A Room with a View                | Cecil Vyse                 |
| 1986 | Nanou                              |                                   | Max                        |
| 1988 | La insostenible lleugeresa del ser | The Unbearable Lightness of Being | Tomas                      |
| 1988 | Un senyoret a Nova York            | Stars and Bars                    | Henderson Dores            |
| 1989 | Eversmile, New Jersey              |                                   | Dr. Fergus O'Connell       |
| 1989 | My Left Foot                       |                                   | Christy Brown              |
| 1992 | L'últim dels mohicans              | The Last of the Mohicans          | Hawkeye (Nathaniel Poe)    |
| 1993 | L'edat de la innocència            | The Age of Innocence              | Newland Archer             |
| 1993 | En el nom del pare                 | In the Name of the Father         | Gerry Conlon               |
| 1996 | The Crucible                       |                                   | John Proctor               |
| 1997 | The Boxer                          |                                   | Danny Flynn                |
| 2002 | Gangs of New York                  |                                   | Bill "The Butcher" Cutting |
| 2005 | The Ballad of Jack and Rose        |                                   | Jack Slavin                |
| 2007 | Pous d'ambició                     | There Will Be Blood               | Daniel Plainview           |
| 2009 | Nine                               | Nine                              | Guido Contini              |
| 2012 | Lincoln                            | Lincoln                           | Abraham Lincoln            |
| 2017 | El fil invisible                   | Phantom Thread                    | Reynolds Woodcock          |

## Premis i nominacions

### Oscar
| Any  | Categoria    | Pel·lícula         | Resultat  |
| ---- | ------------ | ------------------ | --------- |
| 1990 | Millor Actor | My Left Foot       | Guanyador |
| 1994 | Millor Actor | En el nom del pare | Nominat   |
| 2003 | Millor Actor | Gangs of New York  | Nominat   |
| 2008 | Millor Actor | Pous d'ambició     | Guanyador |
| 2013 | Millor Actor | Lincoln            | Guanyador |
| 2018 | Millor Actor | El fil invisible   | Nominat   |

### Globus d'Or
| Any  | Categoria                        | Pel·lícula         | Resultat  |
| ---- | -------------------------------- | ------------------ | --------- |
| 1990 | Millor Actor - Drama             | My Left Foot       | Nominat   |
| 1994 | Millor Actor - Drama             | En el nom del pare | Nominat   |
| 1998 | Millor Actor - Drama             | The Boxer          | Nominat   |
| 2003 | Millor Actor - Drama             | Gangs of New York  | Nominat   |
| 2008 | Millor Actor - Drama             | Pous d'ambició     | Guanyador |
| 2010 | Millor Actor - Comèdia o Musical | Nine               | Nominat   |
| 2013 | Millor Actor - Drama             | Lincoln            | Guanyador |
| 2018 | Millor Actor - Drama             | El fil invisible   | Nominat   |

### Premis Screen Actors Guild
| Any  | Categoria              | Pel·lícula        | Resultat  |
| ---- | ---------------------- | ----------------- | --------- |
| 2003 | Millor Actor Principal | Gangs of New York | Guanyador |
| 2008 | Millor Actor Principal | Pous d'ambició    | Guanyador |
| 2013 | Millor Actor Principal | Lincoln           | Guanyador |

### BAFTA
| Any  | Categoria    | Pel·lícula            | Resultat  |
| ---- | ------------ | --------------------- | --------- |
| 1990 | Millor Actor | My Left Foot          | Guanyador |
| 1993 | Millor Actor | L'últim dels mohicans | Nominat   |
| 1994 | Millor Actor | En el nom del pare    | Nominat   |
| 2003 | Millor Actor | Gangs of New York     | Guanyador |
| 2008 | Millor Actor | Pous d'ambició        | Guanyador |
| 2013 | Millor Actor | Lincoln               | Guanyador |
| 2018 | Millor Actor | El fil invisible      | Nominat   |